# Dezső Losonczy
Dezső Losonczy (ursprünglicher Name: Seffer Dezső István János; * 26. Juli 1891 in Torontáltorda, Österreich-Ungarn; † 8. Juni 1950 in Budapest) war ein ungarischer Dirigent und Komponist. 1940 war er Direktor des Theaters an der Andrássy-Straße in Budapest.

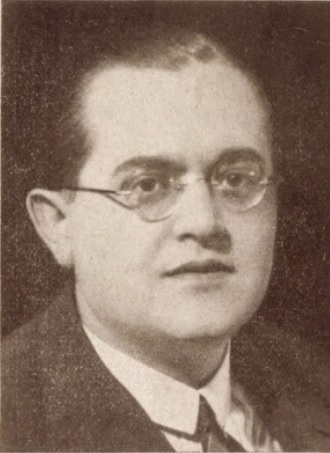
Dezső Losonczy

## Leben

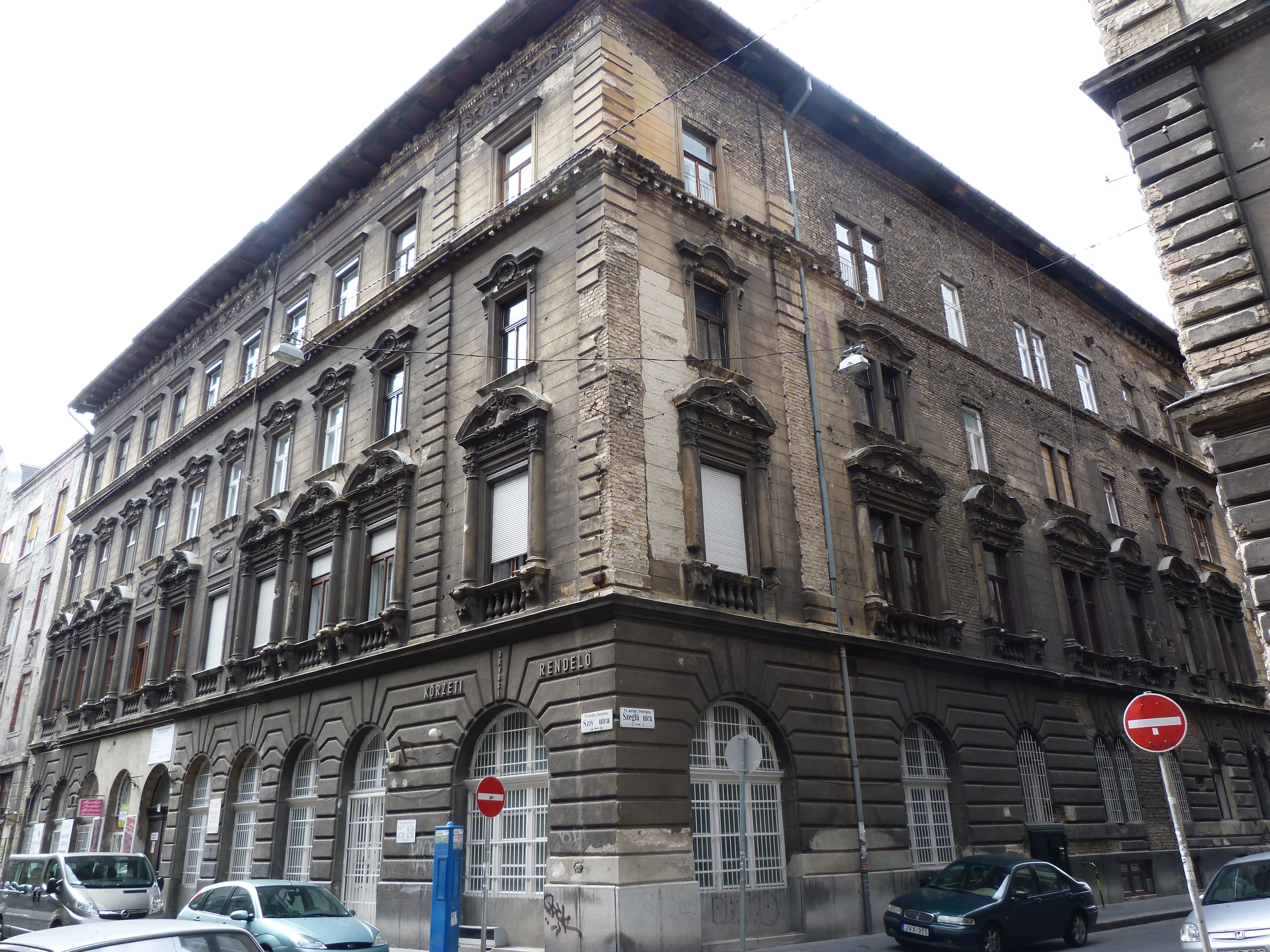
Wohnung (ab 1921) Losonczys in der Szív utca 16, VI. Budapester Bezirk

Er wurde 1891 als Sohn von Antal Losonczi und Leopoldina Brettschneider in Torontáltorda (bzw. Torda) in der heutigen serbischen Provinz Vojvodina, vormaliges Österreich-Ungarn, geboren. Ab 1921 wohnte er im VI. Budapester Bezirk Terézváros, später an der Nagykörút im VIII. Bezirk Józsefváros. Er war ab 1921 in erster Ehe mit Mihályfy Ilona Mária verheiratet. Der gemeinsame Sohn Andor Losonczy (1932–2018) wurde Pianist und Komponist. Nach dem Zweiten Weltkrieg heiratete er die Schauspielerin Lívia Marsovszky (1919–2005).
Nachdem Losonczy 1916 die Musikakademie absolviert hatte, wurde er 1918 am Belvárosi Színház (City Center Theater) und am Andrássy úti Színház (Andrássy Avenue/Road Theater) in Budapest als Dirigent verpflichtet. 1920/21 wirkte er beim Wiener Opernballett. 1921 kam er zum Apolló Kabaré (Apollo Cabaret) in Budapest. Im Jahre 1924 wurde er Mitglied des zwischen 1921 und 1925 operierenden Kabarett-Theaters Blaha Lujza Színház (Blaha Lujza Theater). Von 1925 bis 1927 wirkte er am Königstheater in Budapest, das für seine Operetten bekannt war. Danach wurde er erneut am zwischen 1926 und 1937 auf Kabarettinszenierungen spezialisierten Theater an der Andrássy-Straße tätig, ab 1937 wurde es als Kammertheater des Nationaltheaters weitergeführt. Von März bis September 1940 war er Direktor des Hauses. 1944 stellte das Theater seinen Betrieb ein.
Losonczy komponierte u. a. Ballette (Hindu szerelem, Boszorkányszombat und Tűzimádók), Operetten (Vihar a Balatonon (1931), Mennyei dal (1937), Szép az élet (1941) und Toldi Miklós (1944)), die ab 1937 am Ungarischen Theater aufgeführt wurden, und sinfonische Musik. Unter seinen Kompositionen sind auch etliche Filmmusiken.

## Filmmusik
Musik/Komponist
- 1917: Koldusgróf, A
- 1939: Hölgyek elönyben
- 1940: Párbaj semmiért
- 1941: Muzsikáló május
- 1941: Dr. Kovács István
- 1942: 5-ös számú őrház
- 1942: Szeretö fia, Péter
- 1943: Féltékenység
- 1943: Tengerparti randevú
- 1943: Futóhomok
- 1944: Vadon fia
- 1944: Madách – Egy ember tragédiája
- 1944: Éjféli keringő
- 1944: Makkhetes

Musikdirektor
- 1942: Házasság
- 1943: A Benedek-ház